# اصغر هاشمی
اصغر هاشمی (زاده ۱۳۳۲ در کاشان) کارگردان، فیلم‌نامه‌نویس، تهیه‌کننده و تدوین‌گر اهل ایران است.

## کارگردانی
| نام                  | سال ساخت  | توضیحات                                                                                   |
| -------------------- | --------- | ----------------------------------------------------------------------------------------- |
| بی همگان             | ۱۴۰۱      | شبکه سه و مشترک با بهرنگ توفیقی                                                           |
| سریال یک مشت پر عقاب | ۱۳۸۶–۱۳۸۴ | شبکه ۱                                                                                    |
| مجردها               | ۱۳۸۳      |                                                                                           |
| نگین                 | ۱۳۸۰      |                                                                                           |
| زندگی                | ۱۳۷۶      |                                                                                           |
| گروگان               | ۱۳۷۴      | شرکت در اولین دوره جشنواره فیلم پلیس                                                      |
| مهریه بی بی          | ۱۳۷۳      |                                                                                           |
| سریال آپارتمان       | ۱۳۷۲–۱۳۷۱ | شبکه ۱                                                                                    |
| دو همسفر             | ۱۳۷۰      | شرکت در جشنواره هفته فیلم ایران در داکا                                                   |
| در آرزوی ازدواج      | ۱۳۶۹      |                                                                                           |
| زیر بام‌های شهر       | ۱۳۶۸      |                                                                                           |
| روزهای انتظار        | ۱۳۶۵      | شرکت در جشنواره فیلم‌های ایرانی در کلن دریافت لوح تقدیر در دومین جشنواره ادبی - هنری روستا |

### تله فیلم
- خوان هشتم (۱۳۹۲)
- آوازهای مادرانه (۱۳۹۰)
- لیست انتظار (۱۳۸۸)
- چند قدم نزدیکتر (۱۳۸۷)

## نویسنده
| نام             | سال ساخت | توضیحات                    |
| --------------- | -------- | -------------------------- |
| ناسپاس          | ۱۳۸۸     |                            |
| نگین            | ۱۳۸۰     |                            |
| زندگی           | ۱۳۷۶     |                            |
| دو همسفر        | ۱۳۷۰     |                            |
| در آرزوی ازدواج | ۱۳۶۹     |                            |
| زیر بام‌های شهر  | ۱۳۶۸     | اولین فیلم در مقام نویسنده |

## تهیه‌کننده
| نام           | سال ساخت | توضیحات |
| ------------- | -------- | ------- |
| عشق گمشده     | ۱۳۷۵     |         |
| دو همسفر      | ۱۳۷۰     |         |
| روزهای انتظار | ۱۳۶۵     |         |

## تدوین
| نام  | سال ساخت | توضیحات |
| ---- | -------- | ------- |
| نگین | ۱۳۸۰     |         |